# 米国「Rate Your Music」の『史上最高の日本の音楽アルバム』
米国「Rate Your Music」の『史上最高の日本の音楽アルバム』（べいこく「れいとゆあみゅーじっく」の『しじょうさいこうのにほんのおんがくあるばむ』、top albums of all-time from Japan）は、アメリカ合衆国最大の音楽アーカイブ並びにレビューコミュニティサイトの一つ、「Rate Your Music」の日本人の音楽アルバムに関する評価リストである。

## 概要
インターネットの到来は、音楽を愛するリスナー達にとって有便であった。しかし、YouTubeやSpotifyのような再生回数（アクセス数）至上主義のサービスのみでは、売り上げ至上主義のBillboardチャートと同じく、世界の音楽及びミュージシャンを広く探し、触れ、知る事は難しい。Rate Your Music（RYM）は2000年から運営されている米国最大の音楽アーカイブであり、言語、ジャンル、メジャー、インディーズ、個人活動、作者不明の音楽や、経歴までユーザー達により可能な限り存在する音楽の情報を掲載し共有している。リスナー達は、ファイル共有サイトやYouTube、Spotify上等の音楽をReddit等のSNS上で情報を共有。そしてRYMを通してデジタル音源やCDアルバム、アナログ盤情報をシェア、レビューしている。RYMでレビューされる事で売り上げや再生数などは関係なく、リスナーが新たな音楽を探す事に役立たれている。メジャー、インディーズ、個人活動などの幅広いミュージシャンのアルバムや経歴まで可能な限り掲載されている。
RYMの年間チャートは例えばレーティング数（評価数）3桁の評価3.50でもレーティング（評価）数4桁や5桁の評価3.50と同じ順位となる。年間チャートは発掘目的で使われる為、ランキングのアルゴリズムが変えられている為少ないレーティング（評価）数でも評価されるランキングとなるが、このオールタイム・ベスト・アルバム（史上最高のアルバム）では評価数がより重視される。特にTop10のアルバムはまず変動する事がない評価となっている。
以下のライブアルバムや映画やゲーム、アニメーション等のサウンドトラック、日本からのアカウントによる評価を抜いた、国外リスナー達（主に欧米圏）による日本人の音楽アルバムへの評価数、評価値、レビュー等のアルゴリズムで算出、及び決定されたRYMの日本のアルバムリストである。
これらは2022年6月時点でのRYMの邦盤上位100のオールタイム・ベスト・アルバムであり、リストにはアルバム名、ジャンル、作品発表年、アーティスト名、アーティストの活動期間、あらゆるジャンル、領域で活動するミュージシャン名、RYMにて部類されているアルバムのジャンルを掲載している。

## 1位～10位
| 順位 | アルバム名                 | ジャンル | 作品発表年 | ミュージシャン名                                         | 活動期間                                                                               |
| ---- | -------------------------- | --- | ---------- | -------------------------------------------------------- | -------------------------------------------------------------------------------------- |
| 1位  | Long Season                | ドリーム・ポップ ネオ・サイケデリア プログレッシブ・ポップ/ダブ アンビエント・ポップ                                                            | 1996年     | Fishmans（佐藤伸治、茂木欣一、柏原譲、ハカセ、小嶋謙介） | 1987年 - 1999年/2005年 - 2006年 2009年/2011年 - 2012年 2014年 - 2016年/2018年 - 2021年 |
| 2位  | boris at last -feedbacker- | ドローン・メタルポストメタル ドローン/ノイズロック ノイズ/サイケデリック・ロック                                                                | 2003年     | Boris（Atsuo、Takeshi、Wata）                            | 1992年-                                                                                |
| 3位  | 宇宙 日本 世田谷           | ドリーム・ポップ/ダウンテンポ アンビエント・ポップ/ダブ ネオ・サイケデリア/トリップ・ホップ                                                     | 1997年     | Fishmans（佐藤伸治、茂木欣一、柏原譲、ハカセ、小嶋謙介） | 1987年 - 1999年/2005年 - 2006年 2009年/2011年 - 2012年 2014年 - 2016年/2018年 - 2021年 |
| 4位  | Flood                      | ドローン/ポストロック/アンビエント ドローン・メタル/ミニマリズム ポストメタル                                                                   | 2000年     | Boris（Atsuo、Takeshi、Wata）                            | 1992年-                                                                                |
| 5位  | 加爾基 精液 栗ノ花         | アート・ポップ プログレッシブ・ポップ チェンバー・ポップ ジャズ・ポップ ノイズポップ/J-Rock                                                     | 2003年     | 椎名林檎                                                 | 1998年 -                                                                               |
| 6位  | 0                          | コンテンポラリー・フォーク フィールド・レコーディングズ アヴァーント・フォーク                                                                  | 2013年     | 青葉市子                                                 | 2010年 -                                                                               |
| 7位  | Modal Soul                 | ジャズ・ラップ インストルメンタル・ヒップホップ ローファイ・ヒップホップ                                                                        | 2005年     | Nujabes                                                  | 1995年 - 2010年                                                                        |
| 8位  | 救済の技法                 | アート・ポップ プログレッシブ・ポップ エレクトロ・ポップ/ニューエイジ アンビエント・ポップ エレクトロ・インダストリアル オーケストラ/ルクトゥン | 1998年     | 平沢進                                                   | 1973年 -                                                                               |
| ９位 | アダンの風                 | チェーンバー・フォークアンビエント/ニューエイジ ナチュラル・ミュージック                                                                        | 2020年     | 青葉市子                                                 | 2010年 -                                                                               |
| 10位 | Vision Creation Newsun     | エクスペリメンタル・ロック ネオ・サイケデリア サイケデリック・ロッククラウトロック スペース・ロック/ノイズロック                                | 1999年     | Boredoms（山塚アイ、Yoshimi P-We、YO2RO）                | 1993年 - 2006年 2007年 - 2010年                                                        |

RYMでの邦盤トップ10はFishmans、Boris、椎名林檎、青葉市子、Boredoms、Nujabes、平沢進の7名となっている。このミュージシャンらはジャンルや表現手法、活動目的、活動場所も異なっている。
RYMでの集計後にリリースされたアルバム含め、全アルバム評価ではグループアーティストでFishmansとBoris、ソロアーティストで青葉市子、Nujabes、平沢進がトップとなっている。
Fishmans、Borisらのアルバムは海外ロックシーンで最高評価を得ている。
Fishmansの佐藤伸治が作詞、作曲担当をした「Long Season」は世界ジャンル別ランキングにて、ドリーム・ポップ、ネオ・サイケデリア、プログレッシブ・ポップの3ジャンルにてランキング1位の評価を得ている。また、『98.12.28 男達の別れ』が全アルバム評価では日本のアルバムとして最高位である18位、また「Live」部門では1位にランクインしている。
Borisの「boris at last -feedbacker-」が世界ジャンル別ランキングではドローン・メタルランキング1位の評価を得ている。
BorisとBoredomsは欧米での活動並びにヘヴィロックシーンで高い評価を得ている。
椎名林檎の「加爾基 精液 栗ノ花」が世界ジャンル別ランキングではプログレッシブ・ポップランキング3位となっている。また、「勝訴ストリップ」は「J-Rock」にて1位の評価を得ている。
青葉市子は音楽と日常の壁が無い独自の世界観により高い評価を得ており、2020年のRYMの年間世界アルバムチャートでは、アルバム『アダンの風』が2位の評価を得ている。
Nujabesの「Modal Soul」がインストルメンタル・ヒップホップ世界ランキング4位となっている。Nujabesはローファイ・ヒップホップを確立されたとされ、アジア圏のヒップホップアーティストで最高評価を得ている。また、Spotify上での国外アクセス率1位でもある。
平沢進は「過去（神話/民族的）」と「未来（SF/コンピューター的世界）」が「現在」に出会ったかのような独自の音楽世界と、90年代からのインターネットによるインタラクティブ・ライブや音楽配信等のデジタル音楽活動を確立し高い評価を得ている。RYMの世界ジャンル別評価では「救済の技法」がプログレッシブ・ポップランキング5位、平沢のソロユニット核P-MODELの「回=回」がエレクトロ・インダストリアルランキング6位の評価となっている。また、2021年発売のソロアルバム「BEACON」が同年のRYM世界年間アルバム評価チャートにて、プログレッシブ・ポップ・アルバムで4位と評価を得ている。
Fishmans（佐藤伸治）、青葉市子、平沢進らは評価人から明確なジャンルの分け方が難しいとされている。

## 11位～30位
| 順位 |                                                   | ジャンル | 作品発表年 | ミュージシャン名                                              | 活動期間                                                                               |
| ---- | ------------------------------------------------- | --- | ---------- | ------------------------------------------------------------- | -------------------------------------------------------------------------------------- |
| 11位 | 渋星                                              | フュージョン/フリー・ジャズ ポスト・バップ | 2004年     | 渋さ知らズ                                                    | 1989年 -                                                                               |
| 12位 | 勝訴ストリップ                                    | アート・ポップ/J-Rock ノイズポップ/アート・ロック プログレッシブ・ポップ/J-Pop                                                                                       | 2000年     | 椎名林檎                                                      | 1998年 -                                                                               |
| 13位 | Pink                                              | ドローン・メタル/ポストメタル ドローン/ノイズロック/ノイズ サイケデリック・ロック                                                                                    | 2005年     | Boris（Atsuo、Takeshi、Wata）                                 | 1992年 -                                                                               |
| 14位 | あらためまして、はじめまして、ミドリです。        | アート・パンク/ノイズロック ジャズ・ロック エクスペリメンタル・ロック ポスト・ハードコア                                                                             | 2008年     | ミドリ                                                        | 2003年 - 2010年                                                                        |
| 15位 | Siren                                             | アート・ポップ/エレクトロ・ポップ ニューエイジ/アンビエント・ポップ ダウンビート                                                                                     | 1996年     | 平沢進                                                        | 1973年 -                                                                               |
| 16位 | 電子悲劇/~ENOLA                                   | エレクトロ・ポップ/シンセポップ エレクトロ・インダストリアル アート・ポップ/ビッグ・ビート                                                                           | 1997年     | P-MODEL（平沢進、福間創、小西健司）                           | 1979年 - 1988年 1991年 - 1993年 1994年 - 2000年                                        |
| 17位 | 革命京劇 Ver.1.28                                 | サウンド・コラージュ チェンバー・ミュージック プランダーフォニクス ミュジーク・コンクレート ノイズ/アヴァンギャルド・ジャズ 京劇/アヴァン・プログ ブルータル・プログ | 1996年     | GROUND ZERO（大友良英）                                       | 1990年 - 1998年                                                                        |
| 18位 | あくまのうた                                      | サイケデリック・ロック/ドローン ノイズロック/ガレージロック | 2003年     | Boris（Atsuo、Takeshi、Wata）                                 | 1992年 -                                                                               |
| 19位 | かがやき                                          | チェーンバー・フォーク ニーオークラシカル・ニューエイジ フィールド・レコーディングズ アンビエント/民謡 アヴァーント・フォーク サウンド・コラージュ                   | 2014年     | 高木正勝                                                      | 90年代初頭 -                                                                           |
| 20位 | のぶえの海                                        | ポップ・フォーク スポークン・ワード | 1975年     | 河名伸江                                                      | 70年代初頭 - 不明                                                                      |
| 21位 | 1996                                              | モダン・クラシカル チェンバー・ミュージック ポストミニマリズム | 1996年     | 坂本龍一                                                      | 1978年 -                                                                               |
| 22位 | Metalvelodrome: Exposition of Electro-Vivisection | ノイズ/サウンド・コラージュ ハーシュ・ノイズ/テープ・ミュージック | 2014       | Merzbow（秋田昌美）                                           | 1979年 -                                                                               |
| 23位 | Consume Red                                       | エクスペリメンタル・ロック/)ドローン チェンバー・ミュージック/ノイズロック フリー・インプロヴィゼーション                                                            | 1997年     | GROUND ZERO（大友良英）                                       | 1990年 - 1998年                                                                        |
| 24位 | Ride on Time                                      | シティ・ポップ シンセ・ファンク/ブギ | 1980年     | 山下達郎                                                      | 1973年 -                                                                               |
| 25位 | Bury Me at Makeout Creek                          | インディー・ロック/Lo-Fi スラカー・ロック/ノイズポップ | 2014年     | ミツキ・ミヤワキ（Mitski）                                    | 2012年 -                                                                               |
| 26位 | Metaphorical Music                                | ジャズ・ラップ インストルメンタル・ヒップホップ ローファイ・ヒップホップ                                                                                             | 2003年     | Nujabes                                                       | 1995年 - 2010年                                                                        |
| 27位 | 空中キャンプ                                      | ドリーム・ポップ/ネオ・サイケデリア ダウンビート/ダブ アンビエント・ポップ/Shibuya-kei                                                                               | 1996年     | Fishmans（佐藤伸治、 茂木欣一 、柏原譲 、ハカセ 、小嶋謙介 ） | 1987年 - 1999年/2005年 - 2006年 2009年/2011年 - 2012年 2014年 - 2016年/2018年 - 2021年 |
| 28位 | イエロー・マジック・オーケストラ (US版)           | シンセポップ/エレクトロ・ディスコ チップチューン/エキゾチカ シンセ・ファンク                                                                                         | 1979年     | Yellow Magic Orchestra（坂本龍一、高橋幸宏、細野晴臣）        | 1978年 - 1983年 1993年 2007年 -                                                        |
| 29位 | 恋人へ                                            | Shibuya-kei/ジャズ・ポップ ボサノヴァ/サンシャイン・ポップ サイケデリック・ポップ                                                                                    | 2004年     | Lamp                                                          | 2000年 -                                                                               |
| 30位 | Wave Notation 1: Music for Nine Post Cards        | ニューエイジ/ミニマリズム | 1982年     | 吉村弘                                                        | 1978年 - 2003年                                                                        |

## 31位～60位
| 順位 |                                    | ジャンル | 作品発表年 | ミュージシャン名                                                  | 活動期間                                |
| ---- | ---------------------------------- | --- | ---------- | ----------------------------------------------------------------- | --------------------------------------- |
| 31位 | SAPPUKEI                           | ポスト・ハードコア/J-Rock アート・パンク/ノイズロック/ポストパンク                                                                                  | 2000年     | Number Girl（向井秀徳、田渕ひさ子、中尾憲太郎、アヒト・イナザワ） | 1995年 - 2002年 2019年 -                |
| 32位 | つまんね                           | ノイズポップ/J-Rock シューゲイザー/ドリーム・ポップ ネオ・サイケデリア                                                                              | 2010年     | 神聖かまってちゃん（の子、mono、みさこ）                          | 2008年 -                                |
| 33位 | ソリッド・ステイト・サヴァイヴァー | シンセポップ/ニュー・ウェーブ エレクトロ・ディスコ/エレクトロ・ポップ アンビエント・ポップ                                                          | 1979年     | Yellow Magic Orchestra（坂本龍一、高橋幸宏、細野晴臣）            | 1978年 - 1983年 1993年 2007年 -         |
| 34位 | qp                                 | カントリー・フォーク | 2018年     | 青葉市子                                                          | 2010年 -                                |
| 35位 | Satori                             | ヘヴィ・サイケ/ハードロック | 1971年     | Flower Travellin' Band                                            | 1970年 - 1973年 2007年 -                |
| 36位 | アンハッピーリフレイン             | ポップ・ロック/J-Rock ポスト・ハードコア/マスロック オルタナティヴ・ロック                                                                          | 2011年     | wowaka                                                            | 2009年 - 2019年                         |
| 37位 | 白虎野                             | アート・ポップ/シンセポップ プログレッシブ・ポップ/クラシカル・マーチ エレクトロ・ポップ/コラール                                                   | 2006年     | 平沢進                                                            | 1973年 -                                |
| 38位 | Fantasma                           | Shibuya-kei/インディエトロニカ ネオ・サイケデリア サイケデリック・ポップ プランダーフォニクス/ピコポップ ノイズポップ/アート・ポップ ブレイクビート | 1997年     | Cornelius                                                         | 1987年 -                                |
| 39位 | ドラム                             | アヴァーント・フォーク アメリカン・プリミティヴィズム プログレッシブ・フォーク                                                                      | 2009年     | 戸張大輔                                                          | 不明                                    |
| 40位 | Happy Bivouac                      | パワー・ポップ/J-Rock オルタナティヴ・ロック/ノイズポップ インディー・ロック                                                                        | 1999年     | the pillows（山中さわお、真鍋吉明、佐藤シンイチロウ）             | 1989年 -                                |
| 41位 | Never                              | ジャパニーズ・ハードコア クラスト・パンク | 2012年     | Think Again                                                       | 2008年 -                                |
| 42位 | 輪廻交響楽                         | トライバル・アンビエント/ニューエイジ/コラール/リチュアル・アンビエント ガムラン/声明/ガムラン・ジェゴグ                                            | 1997年     | 芸能山城組（山城祥二）                                            | 1966年 -                                |
| 43位 | ワールドイズユアーズ               | ポスト・ハードコア/J-Rock オルタナティヴ・ロック/ノイズロック シューゲイザー                                                                        | 2009年     | MASS OF THE FERMENTING DREGS                                      | 2009年                                  |
| 44位 | Super æ                            | エクスペリメンタル・ロック/ノイズロック サイケデリック・ロック/スペース・ロック クラウトロック/ネオ・サイケデリア スペース・ロック・リバイバル      | 1998年     | Boredoms（山塚アイ、Yoshimi P-We、YO2RO）                         | 1993年 - 2006年 2007年 - 2010年         |
| 45位 | Aurora                             | アート・ポップ/アンビエント・ポップ ニューエイジ/シンセポップ バーリン・スクール                                                                    | 1994年     | 平沢進                                                            | 1973年 -                                |
| 46位 | Triadic Memories                   | モダンクラシカル/セシリズム | 1998年     | 高橋アキ                                                          | 1970年 -                                |
| 47位 | Heavy Rocks                        | ストーナーメタル/ストーナーロック スラッジ・メタル/ノイズロック ヘビー・サイケ                                                                      | 2002年     | Boris（Atsuo、Takeshi、Wata）                                     | 1992年 -                                |
| 48位 | SCENERY                            | ハード・バップ/クール・ジャズ ポスト・バップ | 1976年     | 福居良                                                            | 1970年代 - 2016年                       |
| 49位 | 千のナイフ                         | プログレシブ・エレクトロニック シンセポップ | 1978年     | 坂本龍一                                                          | 1978年 -                                |
| 50位 | FOR YOU                            | シティ・ポップ/ブギ/シンセ・フォーク | 1982年     | 山下達郎                                                          | 1973年 -                                |
| 51位 | NUM-HEAVYMETALLIC                  | ポスト・ハードコア/ノイズロック アート・パンク/J-Rock エクスペリメンタル・ロック                                                                    | 2002年     | Number Girl（向井秀徳、田渕ひさ子、中尾憲太郎、アヒト・イナザワ） | 1995年 - 2002年 2019年 -                |
| 52位 | きくおミク6                        | アート・ポップ/プログレッシブ・ポップ グリッチ・ポップ/ダーク・キャバレー フューチャー・ベース/ミュゼット                                           | 2019年     | きくお                                                            | 2002年 -                                |
| 53位 | The Dwelling                       | ブラックメタル/スラッシュメタル ヘヴィメタル | 1996年     | SABBAT                                                            | 1983年 -                                |
| 54位 | A BOY ボーイ                       | チェーンバー・フォーク サイケデリック・フォーク フォーク・バロック 演歌/プログレッシブ・フォーク                                                    | 1977年     | 森田童子                                                          | 1973年 - 1983年                         |
| 55位 | 光のカケラ                         | シューゲイザー/オルタナティヴ・ロック ノイズロック/ポストロック ドリーム・ポップ                                                                    | 2000年     | Walrus                                                            | 1969年 - 1972年                         |
| 56位 | 君の靴と未来                       | スクリーモポストロック | 2001年     | envy                                                              | 1995年 -                                |
| 57位 | Playing the Piano                  | モダンクラシカル ネオクラシカル・ニューエイジ | 2009年     | 坂本龍一                                                          | 1978年 -                                |
| 58位 | プラトニックプラネット             | エレクトロ・ポップビットポップ Denpa | 2015年     | KOTO / 佐々木喫茶                                                 | 2013年 -（KOTO） 2002年 -（佐々木喫茶） |
| 59位 | T H E                              | マスロック/J-Rockポスト・ハードコア | 2013年     | tricot                                                            | 2010年 -                                |
| 60位 | For Long Tomorrow                  | マスロック/ポストロックジャズ・ロック | 2009年     | toe                                                               | 2000年 -                                |

## 61位～100位
| 順位  |                                                | ジャンル | 作品発表年 | ミュージシャン名                                           | 活動期間                                        |
| ----- | ---------------------------------------------- | --- | ---------- | ---------------------------------------------------------- | ----------------------------------------------- |
| 61位  | Imaginary Sonicscape                           | アバンギャルドメタル/プログレッシブ・メタル サイケデリック・ロック/ブラックメタル シンフォニックメタル/ジャズ・フージョン                                                                            | 2001年     | Sigh                                                       | 1989年 -                                        |
| 62位  | ファンファーレ                                 | インディー・ポップ トゥイー・ポップ ジャングル・ポップ Shibuya-kei | 1999年     | advantage Lucy                                             | 1995年 -                                        |
| 63位  | Fetch                                          | ノイズロック エクスペリメンタル・ロック ノイズコア アート・パンク | 2013年     | Melt-Banana                                                | 1993年 -                                        |
| 64位  | Kocorono                                       | オルタナティヴ・ロック ポスト・ハードコア エモ/J-Rock | 1996年     | bloodthirsty butchers                                      | 1986年 - 2013年                                 |
| 65位  | Technodelic                                    | シンセポップ/ニュー・ウェーブ プログレシブ・エレクトロニック インダストリアル エレクトロ/アート・ポップ                                                                                              | 1981年     | Yellow Magic Orchestra（坂本龍一、高橋幸宏、細野晴臣）     | 1978年 - 1983年 1993年 2007年 -                 |
| 66位  | 感受性応答セヨ                                 | ポスト・ハードコア インディー・ロック J-Rock/エモ | 2001年     | eastern youth                                              | 1988年 -                                        |
| 67位  | Angel of Salvation                             | パワーメタル シンフォニックメタル ネオクラシカルメタル プログレッシブ・メタル | 2012年     | GALNERYUS                                                  | 2001年 -                                        |
| 68位  | Doopee Time                                    | アート・ポップ サウンド・コラージュ ブリル・ビルディング ドゥー・ワップ スペース・エイジ・ポップ ターンテーブル・ミュージック                                                                        | 1995年     | Doopees                                                    | 1970年代後半 -                                  |
| 69位  | Plays Standards                                | アヴァン・プログ エクスペリメンタル・ロック ターンテーブル・ミュージック アヴァンギャルド・ジャズ ジャズ・ロック ノイズロック サウンド・コラージュ ブルータル・プログ フリー・インプロヴィゼーション | 1997年     | GROUND ZERO（大友良英）                                    | 1990年 - 1998年                                 |
| 70位  | Creation and Destroy                           | ジャパニーズ・ハードコア Dビート/ノイズコア クラストコア/ファストコア | 2012年     | D-Clone                                                    | 2007年 -                                        |
| 71位  | 剃刀乙女                                       | カントリー・フォーク | 2010年     | 青葉市子                                                   | 2010年 -                                        |
| 72位  | Instruments Disorder (170 Songs CD)            | ノイズコア ハーシュ・ノイズ・ウォール | 1994年     | ザ・ゲロゲリゲゲゲ                                         | 1985年 -                                        |
| 73位  | Tachibana, Vol. 1                              | スピリチュアルジャズ モード・ジャズ ラテンジャズ | 1975年     | 相澤徹カルテット（Tohru Aizawa Quartet）                   | 1975年 -                                        |
| 74位  | イエロー・マジック・オーケストラ               | シンセポップ/チップチューン エレクトロ・ディスコ/エキゾチカ | 1978年     | Yellow Magic Orchestra（坂本龍一、高橋幸宏、細野晴臣）     | 1978年 - 1983年 1993年 2007年 -                 |
| 75位  | 教育                                           | アート・ロック/ポップ・ロック J-Rock/ジャズ・ロック オルタナティヴ・ロック ノイズポップ | 2004年     | 東京事変（椎名林檎、亀田誠治、刄田綴色、H是都M、晝海幹音） | 2003年 - 2012年 2020年 -                        |
| 76位  | Big Body                                       | エレクトロ・ポップ シンセポップ/Zolo | 1993年     | P-MODEL（平沢進、ことぶき光、秋山勝彦、藤井ヤスチカ）      | 1979年 - 1988年 1991年 - 1993年 1994年 - 2000年 |
| 77位  | 春と修羅                                       | ノイズポップ/J-Rock/J-Pop ジャパニーズヒップホップ ポスト・ハードコア ノイズロック/アート・ロック | 2018年     | 春ねむり                                                   | 2016年 -                                        |
| 78位  | 無罪モラトリアム                               | ポップ・ロック オルタナティヴ・ロック J-Rock/ノイズポップ アート・ポップ J-Pop/ノイズロック | 1999年     | 椎名林檎                                                   | 1998年 -                                        |
| 79位  | Inspiration Is Dead                            | ポスト・ハードコア/J-Rock オルタナティヴ・ロック マスロック/エモ | 2007年     | 凛として時雨（TK、345、ピエール中野）                      | 2002年 -                                        |
| 80位  | Mass of the Fermenting Dregs                   | オルタナティヴ・ロック J-Rock/ノイズロック ポスト・ハードコア シューゲイザー | 2008年     | Mass of the Fermenting Dregs                               | 2002年 - 2012年 2015年 -                        |
| 81位  | Little Busters                                 | パワー・ポップ オルタナティヴ・ロック J-Rock/ノイズポップ インディー・ロック | 1998年     | the pillows （山中さわお、真鍋吉明、佐藤シンイチロウ）     | 1989年 -                                        |
| 82位  | Wet Land                                       | アンビエント/ニューエイジ ネーチャー・レコーディングズ プログレシブ・エレクトロニック | 1993年     | 吉村弘                                                     | 1960年代後半 - 2003年                           |
| 83位  | 狂った太陽                                     | Visual kei/オルタナティヴ・ロック ニューウェイヴ/J-Rock | 1991年     | BUCK-TICK                                                  | 1985年 -                                        |
| 84位  | Sim City                                       | アート・ポップ プログレッシブ・ポップ ニューエイジ アンビエント・ポップ エレクトロ・ポップ/コラール プログレシブ・エレクトロニック                                                                   | 1995年     | 平沢進                                                     | 1973年 -                                        |
| 85位  | 悲愴                                           | ノイズロック サイケデリック・ロック フリー・インプロバイゼーション エクスペリメンタル・ロック | 1994年     | 不失者                                                     | 1978年 - 2001年 2012年 -                        |
| 86位  | 革命京劇 (Revolutionary Pekinese Opera)        | サウンド・コラージュ ターンテーブル・ミュージック ミュジーク・コンクレート プランダーフォニクス アヴァンギャルド・ジャズ ノイズ/アヴァン・プログ 京劇/ブルータル・プログ                             | 1995年     | GROUND ZERO（大友良英）                                    | 1990年 - 1998年                                 |
| 87位  | Amplifier Worship                              | ドローン・メタル/スラッジ・メタル ドゥームメタル/ノイズロック ポストメタル | 1998年     | Boris （Atsuo、Takeshi、Wata）                             | 1992年 -                                        |
| 88位  | The Book About My Idle Plot on a Vague Anxiety | マスロック/ポストロック ミドウェスト・エモ | 2005年     | toe                                                        | 2000年 -                                        |
| 89位  | just A moment                                  | ポスト・ハードコア/J-Rock マスロック/エモ | 2009年     | 凛として時雨（TK、345、ピエール中野）                      | 2002年 -                                        |
| 90位  | Cell-Scape                                     | ノイズロック/ハードコア・パンク スペース・ミュージック アート・パンク | 2003年     | Melt-Banana                                                | 1993年 -                                        |
| 91位  | Travel                                         | ポスト・インダストリアル ネオクラシカル・ダークウェーブ アンビエント/ダーク・アンビエント アヴァント・フォーク マーシャル・インダストリアル ダンジェオン・シンス ドローン/ネオフォーク               | 2012年     | 小長谷淳                                                   | 1960年代 -                                      |
| 92位  | eureka                                         | インディー・ロック/シューゲイザー ドリーム・ポップ/ポストロック/J-Rock | 2013年     | きのこ帝国                                                 | 2007年 - 2019年                                 |
| 93位  | Program Music III                              | ポストロック/エレクトロニック モダンクラシカル/グリッチ ドラムンベース/ブレイクコア チェンバー・ミュージック シネマティック・クラシカル ヒップホップ/チャンバー・ジャズ                              | 2020年     | KASHIWA Daisuke                                            | 2006年 -                                        |
| 94位  | Mellow Dream                                   | ハード・バップ/クール・ジャズ/モード・ジャズ ポスト・バップ | 1977年     | 福居良                                                     | 1970年代 - 2016年                               |
| 95位  | COMMUNICATION                                  | シティ・ポップ/シンセポップ シンセ・フォーク/テクノ歌謡 アート・ポップ/フリースタイル | 1985年     | Junko                                                      | 不明（1958年生まれ）                            |
| 96位  | Green                                          | アンビエント/ニューエイジ ポストミニマリズム ナチュラル・レコーディングス | 1986年     | 吉村弘                                                     | 1978年 -                                        |
| 97位  | P-MODEL                                        | エレクトロ・ポップ シンセポップ/Zolo | 1992年     | P-MODEL（平沢進、ことぶき光、秋山勝彦、藤井ヤスチカ）      | 1979年 - 1988年 1991年 - 1993年 1994年 - 2000年 |
| 98位  | マホロボシヤ                                   | コンテンポラリー・フォーク | 2016年     | 青葉市子                                                   | 2010年 -                                        |
| 99位  | 革命京劇                                       | サウンド・コラージュ チェンバー・ミュージック プランダーフォニクス ミュジーク・コンクレート ノイズ/アヴァンギャルド・ジャズ 京劇/アヴァン・プログ ブルータル・プログ                                 | 1995年     | GROUND ZERO（大友良英）                                    | 1990年 - 1998年                                 |
| 100位 | DUM SPIRO SPERO                                | プログレッシブ・メタル アバンギャルドメタル デスコア | 2011年     | Dir en Grey                                                | 1997年 -                                        |